# La Faute à Voltaire
La Faute à Voltaire (în franceză La Faute à Voltaire) este un film dramă francez din 2001 regizat de Abdellatif Kechiche, cu Sami Bouajila, Élodie Bouchez și Bruno Lochet în rolurile principale. A fost lungmetrajul de debut al lui Kechiche și a primit premiul Luigi De Laurentiis la Festivalul de Film de la Veneția pentru cel mai bun film de debut, câștigând șapte premii, în total, la diferite festivaluri de film.

## Rezumat
Asemenea lui Candide al lui Voltaire din romanul său omonim, Jallel, un tânăr nord-african, visând la perspective mai bune, imigrează ilegal în Franța. La început se luptă, deoarece nu reușește să găsească de lucru și îi este greu să-și facă prieteni. Dar în curând ajunge să vândă fructe în clandestinitate, deși ilegal. Își face și câțiva prieteni noi și apoi se îndrăgostește. Dar visele sale de succes rămân nerealizate, pe măsură ce ajunge să descopere și să împărtășească solidaritatea celorlalți proscriși, mergând de la o întâlnire la alta, croindu-și drum prin Paris, de la cămine la societăți de ajutor pentru imigranți și grupuri de asistență socială, trăind printre cei excluși și nevoiași.

## Distribuție
- Élodie Bouchez – Lucie
- Sami Bouajila – Jallel
- Aure Atika – Nassera
- Bruno Lochet – Franck
- Mustapha Adouani – Mostfa
- Carole Franck – Barbara
- Virginie Darmon – Leila
- Olivier Loustau – Antonio
- François Genty – Paul
- Sami Zitouni – Nono
- Jean-Michel Fête – Philippe
- Manuel Le Lièvre – André

## Receptare critică
„Cu interpretări superbe ale lui Sami Bouajila (Bye Bye), Aure Atika și Elodie Bouchez (The Dream Life of Angels), La Faute à Voltaire oferă o portretizare emoționantă și tandră a vieții la margini”, a menționat o recenzie din Cinema of the World”.

## Premii
- Festivalul de Film European de la Angers - 2001
  - Premiul Special al Juriului European
  - Premiul Jean Carmet pentru ansamblul de actori.
- Festivalul de Film Mediteranean de la Köln - 2001
  - Cea mai bună actriță pentru Élodie Bouchez
- Festivalul Internațional de Film Francofon de la Namur - 2000
  - Premiul Special al Juriului
  - Premiul Emile Cantillon al Juriului Tineretului
  - nominalizat pentru cel mai bun film Golden Bayard (Meilleur Film Francophone)
- Festivalul de Film de la Veneția - 2000
  - Premiul Cinema pentru Pace
  - Premiul Luigi De Laurentiis